# Союз Т-15
Союз Т-15 — советский пилотируемый космический корабль серии «Союз Т», совершивший полёт с 13 марта по 16 июля 1986 года. Последний корабль данной серии. Экипаж корабля: командир  Леонид Кизим, для которого это был третий полёт, и бортинженер Владимир Соловьёв, для которого это был второй полёт.
Это была первая экспедиция на орбитальную станцию «Мир» и последняя на станцию «Салют-7». На 2025 год — единственная экспедиция, посетившая более одной орбитальной станции за один полёт, причём перелёт между станциями был осуществлён дважды.

## Описание полёта

### Стыковка с «Миром»
Экспедиция доставила двух первых космонавтов на станцию «Мир». Первоначально предполагалось стыковать «Союз Т-15» с передним портом станции «Мир», оставив кормовой для грузового корабля «Прогресс». Однако все корабли серии «Союз Т» были оборудованы системой сближения «Игла», а передний порт «Мира» был оборудован системой «Курс». Поэтому «Союз Т-15» приблизился к станции сзади. В 20 км экипаж начал стыковку по «Игле» в кормовой части. В 200 метрах «Игла» была отключена, и экипаж корабля вручную сманеврировал к переднему порту и произвёл стыковку, используя тот же лазерный искатель, что применялся «Союзом Т-13» для стыковки с «Салютом-7» в 1985 году.

### Перелёт на «Салют-7»
Для подготовки к путешествию на «Салют-7», который был примерно на расстоянии 4000 км от «Мира» на более низкой орбите, космонавты перенесли в «Союз Т-15» личные вещи, растения выращенные на «Мире» и прочие необходимые вещи. 4 мая орбита «Мира» была снижена на 13 км, чтобы ускорить перелёт на «Салют-7» и сохранить ограниченные запасы топлива на «Союзе Т-15». «Союз Т-15» отделился от «Мира», когда «Салют-7» был в 2500 км. Перелёт занял 29 часов. 5—6 мая космонавты перешли на «Салют-7», где выполнили два выхода в открытый космос, собрали результаты экспериментов, исследовательские приборы и образцы материалов.

#### Выходы в открытый космос
Болезнь Васютина — космонавта из предыдущего экипажа «Салюта-7» — привела тогда к приостановке работ на орбитальной станции. Ввиду этого в той экспедиции не было выходов в открытый космос, важных и для программы «Мир», что усложнило задачи экспедиции на «Союзе Т-15». 28 и 31 мая экипаж «Союза Т-15» выходил в открытый космос, где провёл эксперимент по развёртыванию трансформируемой фермы «Маяк» и эксперименты по сварке.
Для эксперимента с фермой в Институте электросварки им. Е. О. Патона было создано устройство развёртывания и сворачивания фермы (УРС) в виде ёмкости, в которой была сложена ферма. Развёртывание могло производиться в автоматическом, полуавтоматическом и ручном режимах. Во время первого выхода в открытый космос космонавты установили в передней части «Салюта-7» подставку, на которую поместили УРС, и испытали это устройство. Во время второго выхода на длину 12 м была развёрнута ферма с установленным на её конце светящимся маячком. Направленная на него телевизионная камера регистрировала качание фермы. Была также установлена аппаратура для регистрации невидимых визуально подвижек фермы. Данные с конца фермы передавались в станцию по оптическому волокну. В этом выходе также была отработана пайка и сварка деталей фермы с помощью электронного пучка, генерируемого универсальным ручным инструментом, впервые испытанным 4-й экспедицией посещения «Салюта-7». Первый выход длился 3 часа 50 минут, второй — 5 часов. После завершения работ по программе команда законсервировала «Салют-7».

### Возвращение на «Мир»
Космонавты возвратились на борт «Мира» 25—26 июня. Они перенесли 20 приборов общей массой 350—400 кг с «Салюта-7» на «Мир». 24—25 июня «Мир» произвёл два манёвра: немного поднял свою орбиту и подлетел ближе к «Салюту-7». 25 июня «Союз Т-15» отстыковался от «Салюта-7» и начал 29-часовой перелёт к «Миру». 3 июля Леонид Кизим побил рекорд Валерия Рюмина по пребыванию в космосе. 6 июля он стал первым человеком, пробывшим в космосе год по совокупному времени. Последние 20 дней на «Мире» космонавты занимались исследованием поверхности Земли.

### Дальнейшая судьба станции «Салют-7»
К 22 августа 1986 года «Космос-1686» и двигатели станции подняли законсервированный орбитальный комплекс на орбиту с максимальной высотой 492 км и минимальной — 474 км, для предотвращения входа станции в атмосферу. Здесь проводились испытания агрегатов и систем комплекса, научные эксперименты и отработка методики поддержания в рабочем состоянии систем КА при длительной работе на орбите. Из-за высокой солнечной активности в 1990 году плотность верхних слоёв атмосферы увеличилась, и после выработки топлива, станция стала неконтролируемо снижаться. В результате, в ночь с 6 на 7 февраля 1991 года, Салют-7 и пристыкованный к нему Космос-1686 (ТКС-4) вошли в атмосферу в 22:44 (EST) упав в малонаселённых районах на границе Чили и Аргентины.

## Особенности
- Первая в мире космическая экспедиция с перелётом между космическими станциями.
- Вторая в мире космическая экспедиция со стыковкой с неуправляемой станцией[3].
- Космическая экспедиция с двойным перелётом между станциями («Мир» → «Салют-7» → «Мир»).
- В состав корабля входил повторно использованный спускаемый аппарат от аварийного корабля «Союз Т-10-1», уведённого системой аварийного спасения со стартового стола при пожаре ракеты-носителя 26 сентября 1983 года[4].

## Линейка событий
В этом разделе в таблице кратко описана последовательность всех событий стыковки/расстыковки и выхода в открытый космос экипажа пилотируемого космического корабля «Союз Т-15».
Всего в таблице присутствуют 15 событий. Соответственно космический корабль «Союз Т-15» находился в 14 промежуточных состояниях. Из них:
1) с экипажем (зелёный цвет в таблице) — 12 состояний;
2) без экипажа (красный цвет в таблице) — 2 состояния.
| №                                                        | Дата       | Действие                                                                                               | Корабль                                         | Экипаж          |
| 1                                                        | 1986-03-13 | Запуск                                                                                                 | «Союз Т-15»                                     | Кизим, Соловьёв |
| Состояние на орбите: «Союз Т-15»: экипаж Кизим, Соловьёв |            | |                                                 |                 |
| Станция «Мир»                                            |            | |                                                 |                 |
| 2                                                        | 1986-03-15 | Стыковка                                                                                               | «Мир» (Базовый модуль) (орбитальная станция)    | —               |
|                                                          |            | Состояние на орбите: комплекс «Мир» (Базовый модуль)-«Союз Т-15»: экипаж Кизим, Соловьёв               |                                                 |                 |
| 3                                                        | 1986-03-21 | Стыковка                                                                                               | «Прогресс-25» (1-й грузовой)                    | —               |
|                                                          |            | Состояние на орбите: комплекс «Мир» (Базовый модуль)-«Союз Т-15»-«Прогресс-25»: экипаж Кизим, Соловьёв |                                                 |                 |
| 4                                                        | 1986-04-20 | Расстыковка                                                                                            | «Прогресс-25» (1-й грузовой)                    | —               |
|                                                          |            | Состояние на орбите: комплекс «Мир» (Базовый модуль)-«Союз Т-15»: экипаж Кизим, Соловьёв               |                                                 |                 |
| 5                                                        | 1986-04-26 | Стыковка                                                                                               | «Прогресс-26» (2-й грузовой)                    | —               |
|                                                          |            | Состояние на орбите: комплекс «Мир» (Базовый модуль)-«Союз Т-15»-«Прогресс-26»: экипаж Кизим, Соловьёв |                                                 |                 |
| 6                                                        | 1986-05-05 | Расстыковка                                                                                            | «Мир» (Базовый модуль) (орбитальная станция)    | —               |
| Состояние на орбите: «Союз Т-15»: экипаж Кизим, Соловьёв |            | |                                                 |                 |
| Станция «Салют-7»                                        |            | |                                                 |                 |
| 7                                                        | 1986-05-06 | Стыковка                                                                                               | «Салют-7»- «Космос-1686» (орбитальный комплекс) | —               |
|                                                          |            | Состояние на орбите: «Салют-7»-«Космос-1686»-«Союз Т-15»: экипаж Кизим, Соловьёв                       |                                                 |                 |
| 8                                                        | 1986-05-28 | Выход в открытый космос                                                                                | —                                               | Кизим, Соловьёв |
|                                                          |            | Состояние на орбите: «Салют-7»-«Космос-1686»-«Союз Т-15»: без экипажа                                  |                                                 |                 |
| 9                                                        | 1986-05-28 | Возвращение на станцию                                                                                 | —                                               | Кизим, Соловьёв |
|                                                          |            | Состояние на орбите: «Салют-7»-«Космос-1686»-«Союз Т-15»: экипаж Кизим, Соловьёв                       |                                                 |                 |
| 10                                                       | 1986-05-31 | Выход в открытый космос                                                                                | —                                               | Кизим, Соловьёв |
|                                                          |            | Состояние на орбите: «Салют-7»-«Космос-1686»-«Союз Т-15»: без экипажа                                  |                                                 |                 |
| 11                                                       | 1986-05-31 | Возвращение на станцию                                                                                 | —                                               | Кизим, Соловьёв |
|                                                          |            | Состояние на орбите: «Салют-7»-«Космос-1686»-«Союз Т-15»: экипаж Кизим, Соловьёв                       |                                                 |                 |
| 12                                                       | 1986-06-25 | Расстыковка                                                                                            | «Салют-7»- «Космос-1686» (орбитальный комплекс) | —               |
| Состояние на орбите: «Союз Т-15»: экипаж Кизим, Соловьёв |            | |                                                 |                 |
| Станция «Мир»                                            |            | |                                                 |                 |
| 13                                                       | 1986-06-26 | Стыковка                                                                                               | «Мир» (Базовый модуль) (орбитальная станция)    | —               |
|                                                          |            | Состояние на орбите: комплекс «Мир» (Базовый модуль)-«Союз Т-15»: экипаж Кизим, Соловьёв               |                                                 |                 |
| 14                                                       | 1986-07-16 | Расстыковка                                                                                            | «Мир» (Базовый модуль) (орбитальная станция)    | —               |
| Состояние на орбите: «Союз Т-15»: экипаж Кизим, Соловьёв |            | |                                                 |                 |
| 15                                                       | 1986-07-16 | Посадка                                                                                                | «Союз Т-15»                                     | Кизим, Соловьёв |